# Imizu
Imizu (Japans: 射水市, Imizu-shi) is een havenstad aan de Japanse Zee in de prefectuur Toyama op het eiland Honshu in Japan. De stad heeft een oppervlakte van 109,18 km² en eind 2008 bijna 95.000 inwoners.
In Imizu is de Prefecturale Universiteit van Toyama (富山県立大学, Toyama-ken-ritsu daigaku) gevestigd.
In het Kaiwomaru Park ligt de windjammer Kaiwomaru dat als opleidingsschip voor maritieme technologie wordt gebruikt.

## Geschiedenis
Imizu werd op 1 november 2005 de naam van de nieuwe stad (shi) die ontstond door de samenvoeging van de stad Shinminato (新湊市 Shinminato-shi) en de gemeentes Daimon (大門町, Daimon-machi), Kosugi (小杉町, Kosugi-machi), Oshima (大島町, Ōshima-machi) en het dorp Shimo (下村, Shimo-mura). Met het opgaan van deze gemeentes van het district Imizu in de stad Imizu eindigde het bestaan van dit district.

## Verkeer
Imizu ligt aan de Hokuriku-hoofdlijn van de West Japan Railway Company.
Er zijn twee tramlijnen van Man'yōsen: de Shinminato havenlijn en de Takaoka Kidō-lijn.
Imizu ligt aan de Hokuriku-autosnelweg en aan de nationale autowegen 8, 415 en 472.

## Aangrenzende steden
- Takaoka
- Tonami
- Toyama

## Geboren in Imizu
- Matsutaro Shoriki (正力 松太郎, Shōriki Matsutarō), krantenmagnaat, judoka, politicus en promotor van professioneel honkbal in Japan
- Atsushi Yanagisawa (柳沢 敦, Yanagisawa Atsushi), voetballer
- Bungo Tsuda (津田 文吾, Tsuda Bungo), politicus